# Венера, Вулкан и Марс (картина Тинторетто)
«Венера, Вулкан и Марс» — картина Тинторетто.

## Сюжет
Гомер в восьмой песне Одиссеи повествует о том, как Венера изменила своему мужу Вулкану с молодым богом войны Марсом. Но влюбленные были пойманы в сеть ревнивым мужем и выставлены на посмешище созванным богам.

## Спящий Амур
Тинторетто не стал строго придерживаться фабулы и изобразил происшедшее на свой манер: Вулкан неожиданно появляется в покоях, где расположились ни о чём не подозревающие влюблённые. Марс в последнюю минуту прячется под стол, покрывало которого его едва скрывает, в то время как Венера подвергается унизительному обыску со стороны разгневанного мужа. Так же, как и в Одиссее Гомера они выставлены на посмешище, собачонка уже привлекает внимание своего хозяина к спрятавшемуся под столом Марсу. Амур, который должен оберегать влюблённых от таких неожиданностей, изображён на заднем плане мирно спящим.
Фривольная тема, представленная драматическим образом на полотне, с присущей всем венецианским художникам склонностью к чувственному восприятию. Тинторетто подчеркнул противоположность главных героев сюжета темой «неравного брака». Здесь, как натянутая струна, тело молодой женщины, безупречность которого подчёркивают белая простыня и тёмно-муаровое покрывало. Там согнутый старик, мускулистый и грубый, с коричневой кожей и седой бородой. Диагонали обоих тел встроены в плотную систему бегущих линий, помогающих ощутить глубину пространства картины. Ритмизация композиции, характерная для зрелых работ Тинторетто хорошо просматривается в этом полотне.